# Římskokatolická farnost Kasejovice
Římskokatolická farnost Kasejovice je územním společenstvím římských katolíků v rámci sušicko-nepomuckého vikariátu českobudějovické diecéze.

## O farnosti

### Historie
Plebánie byla v místě zřízena v roce 1356 a v roce 1897 byla místní farnost povýšena na děkanství (titul se v současnosti nepoužívá). Ke dni 31. prosince 2019 byly do kasejovické farnosti sloučeny farnosti Budislavice a Kotouň. Farnost je spravována administrátorem excurrendo z nepomuckého arciděkanství.

### Přehled duchovních správců
- 1898–1910 R.D. Josef Růt
- 1952–1953 R.D. Jan Skřivan
- 1953–1958 R.D. Jan Kříž
- 1958–1981 R.D. Karel Vyskočil
- 1982 (leden–březen) R.D. Josef Novák (ex currendo z Vrčeně)
- 1982–1999 R.D. František Paroubek (ex currendo z Kotouně)
- 1999–2009 P. Jiří Čepl, O.Melit. (administrátor)
- 2009-2019 R.D. Mgr. Konrad Robert Paruszewski (administrátor)
- od 1. 6. 2019 R.D. Ing. Jiří Špiřík, ThD. (ex currendo z Nepomuku)

| Kostel                         | Místo       | Bohoslužba                                                        | Bohoslužba                                                        | Poznámka        |
| ------------------------------ | ----------- | ----------------------------------------------------------------- | ----------------------------------------------------------------- | --------------- |
| Kaple svatého Vojtěcha         | Chloumek    | neslouží se pravidelně                                            | neslouží se pravidelně                                            | obecní kaple    |
| Kostel svatého Jakuba Staršího | Kasejovice  | neděle úterý středa čtvrtek pátek                                 | 9:30 18.00                                                        | farní kostel    |
| Kostel Narození Panny Marie    | Kotouň      | druhá a čtvrtá sobota v měsíci v 17.00                            | druhá a čtvrtá sobota v měsíci v 17.00                            | filiální kostel |
| Kostel svatého Jiljí           | Budislavice | čtvrtá sobota v měsíci v 15.00 (zimní čas) nebo 16.00 (letní čas) | čtvrtá sobota v měsíci v 15.00 (zimní čas) nebo 16.00 (letní čas) | filiální kostel |
| Kostel Všech svatých           | Řesanice    | neslouží se pravidelně                                            | neslouží se pravidelně                                            | filiální kostel |